# Vassilissa Regio
Pour les articles homonymes, voir Vassilissa.
Vasilisa Regio est une région homogène située sur Vénus dans le quadrangle de Carson. Elle a été nommée en référence à Vassilissa, héroïne d'un conte russe.